# Meaty Beaty Big and Bouncy
Meaty Beaty Big and Bouncy is een verzamelalbum van de Britse rockband The Who. Het is een van de eerste albums met de grootste hits van The Who en het wordt beschouwd als de beste van deze. Het album bestaat vrijwel alleen uit singles die niet op de lp's zijn gekomen, uit de periode 1964 - 1970. Dit is de voornaamste reden waarom Meaty Beaty Big and Bouncy zo goed verkocht werd in die tijd.
Meaty Beaty Big and Bouncy (Decca DL 79184) bestormde de Amerikaanse hitlijsten op 20 november 1971 en bleef uiteindelijk steken op de elfde plaats aldaar. De uitgifte in het Verenigd Koninkrijk werd vertraagd vanwege problemen tussen the Who en Bill Curbishley aan de ene kant en Kit Lambert aan de andere kant. Lambert probeerde namelijk de volgorde van de nummers te veranderen, maar dit was niet meer haalbaar omdat de uitgever al te veel exemplaren gedrukt had. De lp werd uiteindelijk in het Verenigd Koninkrijk uitgegeven als Track 2406 006 en kwam de Engelse hitlijsten op 3 december 1971 pas binnen, maar haalde toch een plaats van nummer 9.

## Coveren foto's
De originele titel van het album was eigenlijk The Who Looks Back en de voorkant van de hoes was bedoeld om dat uit te beelden - The Who kan zo gezien worden als de vier kinderen die afgebeeld zijn, die allen één bandlid voor moeten stellen. Desalniettemin zijn de afgebeelde kinderen gewoon vier kinderen uit 1971, die gekleed zijn als The Who in hun jonge jaren. Een van de kinderen is het jongere broertje van manager Bill Curbishley: Paul.
De albumcover maakt een kort 'optreden' als een insiders-grap in een aflevering van The Simpsons, waarin The Who een rol speelt: A Tale of Two Springfields.
De panoramische foto die de binnenkant van de hoes siert is een shot van het Railway Hotel vanaf de buitenkant gezien. Op deze foto is een poster te zien - daterend van 18 mei 1965 - waarop staat dat The Who een concert zou gaan geven. Saillant detail is dat de foto eigenlijk gewoon genomen is in 1971.
Het Railway Hotel werd gerund door Pete Townshends vriend Richard Barnes. Het hotel was een populaire hangplek voor Mods. Vrij snel nadat Keith Moon in de band gekomen was, werd The Who een vaste act in het hotel, waar zij dan vanaf juni 1964 elke dinsdagavond optraden. Het Railway Hotel had als primeur dat Townshend hier zijn eerste gitaarnek brak tegen het lage plafond. Als reactie op het gelach vanuit de zaal, gooide hij zijn gitaar maar helemaal kapot: voor de aller-allereerste keer.
Het Railway Hotel is in maart 2000 afgebrand. Elk van de flats die nu op de plaats van het voormalige hotel staan zijn genoemd naar namen van de bandleden.

## Track listing
(Alle nummers zijn geschreven door Pete Townshend, tenzij aangegeven.)
1. I Can't Explain – 2:05
2. The Kids Are Alright – 2:45
3. Happy Jack – 2:12
4. I Can See For Miles – 4:06
5. Pictures of Lily – 2:43
6. My Generation – 3:18
7. The Seeker – 3:11
8. Anyway, Anyhow, Anywhere (Daltrey-Townshend) – 2:42
9. Pinball Wizard – 2:59
10. A Legal Matter – 2:48
11. Boris the Spider (Entwistle) – 2:28
12. Magic Bus – 3:21
13. Substitute – 3:49
14. I'm a Boy (alternatieve versie) – 3:41

## Bezetting
- Roger Daltrey - zang, mondharmonica
- Pete Townshend - gitaar, zang
- John Entwistle - basgitaar, zang
- Keith Moon - drums
- Chris Stainton - keyboards

## Productie-team
- Shel Talmy - producent
- Kit Lambert - producent
- Graham Hughes - album-fotografie
- Mike Shaw - album-design
- Bill Curbishley - album-design
- Steve Hoffman - CD mastering (uncredited)